# Jumeni-Natopuri
Jumeni-Natopuri (en georgiano: ხუმენი-ნათოფური) o Ajushtaara (en abjasio: Ахуштаара) es una aldea que pertenece a la parcialmente reconocida República de Abjasia, dentro del distrito de Gali, aunque de iure es parte del municipio de Gali de la República Autónoma de Abjasia de Georgia.

## Geografía
Jumeni-Natopuri se encuentra en la orilla izquierda del río Eriskali, a 12 km de Gali. Las aldea se administra desde el pueblo de Repo-Etseri.  